# Galeottiella
Galeottiella es un género de orquídeas. Tiene dos especies. Es originario de Centroamérica de México y Guatemala.

## Especies
1. Galeottiella orchioides (Lindl.) R.González ex Rutk., Mytnik & Szlach., Ann. Bot. Fenn. 41: 477 (2004).
2. Galeottiella sarcoglossa (A.Rich. & Galeotti) Schltr., Beih. Bot. Centralbl. 37(2): 361 (1920).